# Kiachułaj
Kiachułaj – osiedle typu miejskiego w Rosji, w Dagestanie. W 2010 roku liczyło 6962 mieszkańców.